# Ardmeinach
Ardmeinach ist eine aufgegebene Ortschaft im Südosten der schottischen Hebrideninsel Islay. Ardmeinach befand sich neun Kilometer ostnordöstlich des Fährhafens Port Ellen und 18 km südlich von Port Askaig nahe dem Kap Ardmore Point, dem östlichsten Punkt der Insel. Die nächstgelegenen Ortschaften waren die jeweils nur wenige hundert Meter entfernten kleinen Siedlungen Kintour und Ardmore. Bei der Volkszählung im Jahre 1841 lebten in Ardmeinach noch 34 Personen. In den Zensusdaten aus dem Jahre 1851 ist Ardmeinach nicht mehr verzeichnet. Anhand der gelisteten Personennamen könnte es dem benachbarten Ardmore zugeschlagen worden sein. Heute sind auf dem Gebiet von Ardmeinach wenige Grundmauern der alten Gebäude zu sehen. Wann die Ortschaft aufgegeben wurde, ist nicht verzeichnet. Im Jahre 1881 sind in Ardmeinach vier unbedachte und ein teilweise bedachtes Gebäude verzeichnet, was auf eine Aufgabe der Ortschaft vor diesem Zeitpunkt hindeuten könnte. Hundert Jahre später wurden noch die Grundmauern dreier Gebäude aufgeführt.

## Umgebung
Nordöstlich von Ardmeinach befinden sich die Überreste eines Duns. Die etwa 22 m × 20 m messende Anlage liegt auf einer felsigen Anhöhe. Die Befestigungsmauer besaß eine Mächtigkeit von 3 bis 4 m und ist heute bis zu einer Höhe von maximal 80 cm erhalten. Der Eingang könnte sich im Westsüdwesten oder Ostnordosten befunden haben. Im Süden sind die Überreste einer mittelalterlichen Stützmauer zu finden. Aufgehäufte Steine inmitten des eingeschlossenen Areals sind neueren Datums und ohne historische Bedeutung. Unweit des Duns finden sich die Überreste einer Rundhütte. Diese durchmaß einst etwa neun Meter und besaß knapp zwei Meter mächtige Mauern. Der etwa zwei Meter weite Eingang befand sich im Südosten.